# Elien Van Wynendaele
Elien Van Wynendaele (19 febbraio 1995) è un'ex calciatrice belga, di ruolo difensore. Ha vestito la maglia della nazionale belga in 19 partite, segnando una rete, e facendo parte della rosa che ha partecipato al campionato europeo 2017.

## Carriera

### Club
Elien Van Wynendaele ha iniziato a giocare a calcio nel Racing Club Bambrugge, passando poi alle giovanili dell'Anderlecht prima e al Club Bruges dopo. Col Club Bruges ha esordito nella stagione inaugurale della BeNe League, competizione mista belga-olandese. Nell'estate 2013 si è trasferita al Gent. Ha giocato con la maglia azzurra della squadra fiamminga ha giocato per sei stagioni consecutive, le prime due in BeNe League e le successive nella Super League, la nuova massima serie del campionato belga. Col Gent ha vinto la Coppa del Belgio nel 2017 e nel 2019.
La stagione 2017-2018 è stata costellata da una serie di infortuni al ginocchio che hanno tenuto Van Wynendaele lontano dal campo a lungo. Dopo mesi di riabilitazione, ha subito un'ulteriore operazione di ricostruzione della cartilagine, rimanendo fuori tutta la stagione. Al termine della stagione 2018-2019 ha annunciato che, a causa dei continui problemi al ginocchio, avrebbe smesso di giocare ad alti livelli, trasferendosi all'Eendracht Aalst in Division 1, la seconda serie belga. Nell'ultima partita di campionato contro il Genk ha giocato con la fascia di capitano.
Van Wynendaele si è ritirata dal calcio giocato all'inizio del 2020 a soli 25 anni a causa della serie di infortuni che aveva subito.

### Nazionale
Elien Van Wynendaele ha fatto parte delle selezioni giovanili del Belgio, giocando diciassette partite con la selezione Under-17 e sedici con la selezione Under-19, scendendo in campo nelle partite di qualificazione alle fasi finali dei campionati europei di categoria.
Van Wynendaele è stata convocata per la prima volta da Ives Serneels, selezionatore della nazionale del Belgio, in occasione della Cyprus Cup 2015, debuttando nella finale per l'undicesimo posto contro la Corea del Sud, persa dopo i tiri di rigore. Nei mesi successivi è stata nuovamente convocata e impiegata da Serneels nelle partite valide per le qualificazioni al campionato europeo 2017. È stata convocata anche per l'Algarve Cup 2016, prima edizione del torneo alla quale ha preso parte il Belgio, giocando solamente la prima partita contro l'Islanda.
Nel corso del 2016 ha preso parte alle ultime partite delle qualificazioni al campionato europeo 2017, che hanno determinato la prima storica qualificazione delle red flames alla fase finale, e alla serie di amichevoli successive, nelle quali è stata schierata da Serneels anche a centrocampo. Inserita nella rosa della nazionale che ha preso parte alla Cyprus Cup 2017, nella partita vinta 4-1 sull'Italia Van Wynendaele ha segnato la sua prima e unica rete in nazionale. È stata poi inserita da Serneels nella rosa della nazionale belga che ha partecipato alla fase finale del campionato europeo 2017, organizzato nei vicini Paesi Bassi, senza, però, scendere in campo nelle tre partite giocate dal Belgio.

## Statistiche

### Presenze e reti nei club
| Stagione        | Squadra         | Campionato      | Campionato | Campionato | Coppe nazionali | Coppe nazionali | Coppe nazionali | Coppe internazionali | Coppe internazionali | Coppe internazionali | Altre coppe | Altre coppe | Altre coppe | Totale | Totale |
| Stagione        | Squadra         | Comp            | Pres       | Reti       | Comp            | Pres            | Reti            | Comp                 | Pres                 | Reti                 | Comp        | Pres        | Reti        | Pres   | Reti   |
| --------------- | --------------- | --------------- | ---------- | ---------- | --------------- | --------------- | --------------- | -------------------- | -------------------- | -------------------- | ----------- | ----------- | ----------- | ------ | ------ |
| 2012-2013       | Club Bruges     | BeNe            | 22         | 2          | CB              | ?               | ?               | -                    | -                    | -                    | -           | -           | -           | 22+    | 2+     |
| 2013-2014       | Gent            | BeNe            | 14         | 1          | CB              | ?               | ?               | -                    | -                    | -                    | -           | -           | -           | 14+    | 1+     |
| 2014-2015       | Gent            | BeNe            | 22         | 1          | CB              | ?               | ?               | -                    | -                    | -                    | -           | -           | -           | 22+    | 1+     |
| 2015-2016       | Gent            | SL              | ?          | ?          | CB              | ?               | ?               | -                    | -                    | -                    | -           | -           | -           | ?      | ?      |
| 2016-2017       | Gent            | SL              | ?          | ?          | CB              | ?               | ?               | -                    | -                    | -                    | -           | -           | -           | ?      | ?      |
| 2017-2018       | Gent            | SL              | ?          | ?          | CB              | ?               | ?               | -                    | -                    | -                    | -           | -           | -           | ?      | ?      |
| 2018-2019       | Gent            | SL              | ?          | ?          | CB              | ?               | ?               | -                    | -                    | -                    | -           | -           | -           | ?      | ?      |
| Totale Gent     | Totale Gent     | Totale Gent     | 36+        | 2+         |                 | ?               | ?               |                      | -                    | -                    |             | -           | -           | 36+    | 2+     |
| 2019-2020       | Eendracht Aalst | D1              | ?          | ?          | CB              | ?               | ?               | -                    | -                    | -                    | -           | -           | -           | ?      | ?      |
| Totale carriera | Totale carriera | Totale carriera | 48+        | 4+         |                 | 0               | 0               |                      | -                    | -                    |             | -           | -           | 48+    | 4+     |

### Cronologia presenze e reti in nazionale
| Cronologia completa delle presenze e delle reti in nazionale ― Belgio | Cronologia completa delle presenze e delle reti in nazionale ― Belgio | Cronologia completa delle presenze e delle reti in nazionale ― Belgio | Cronologia completa delle presenze e delle reti in nazionale ― Belgio | Cronologia completa delle presenze e delle reti in nazionale ― Belgio | Cronologia completa delle presenze e delle reti in nazionale ― Belgio | Cronologia completa delle presenze e delle reti in nazionale ― Belgio | Cronologia completa delle presenze e delle reti in nazionale ― Belgio |
| Data                                                                  | Città                                                                 | In casa                                                               | Risultato                                                             | Ospiti                                                                | Competizione                                                          | Reti                                                                  | Note                                                                  |
| --------------------------------------------------------------------- | --------------------------------------------------------------------- | --------------------------------------------------------------------- | --------------------------------------------------------------------- | --------------------------------------------------------------------- | --------------------------------------------------------------------- | --------------------------------------------------------------------- | --------------------------------------------------------------------- |
| 11-3-2015                                                             | Paralimni                                                             | Corea del Sud                                                         | 1 – 1 (5 - 3 dtr)                                                     | Belgio                                                                | Cyprus Cup 2015 - Finale 11º posto                                    | -                                                                     |                                                                       |
| 16-9-2015                                                             | Tubize                                                                | Belgio                                                                | 5 – 0                                                                 | Polonia                                                               | Amichevole                                                            | -                                                                     | 46’                                                                   |
| 22-9-2015                                                             | Lovanio                                                               | Belgio                                                                | 6 – 0                                                                 | Bosnia ed Erzegovina                                                  | Qual. Euro 2017                                                       | -                                                                     |                                                                       |
| 27-10-2015                                                            | Zenica                                                                | Bosnia ed Erzegovina                                                  | 0 – 5                                                                 | Belgio                                                                | Qual. Euro 2017                                                       | -                                                                     |                                                                       |
| 30-11-2015                                                            | Lovanio                                                               | Belgio                                                                | 1 – 1                                                                 | Serbia                                                                | Qual. Euro 2017                                                       | -                                                                     |                                                                       |
| 2-3-2016                                                              | Lagos                                                                 | Islanda                                                               | 2 – 1                                                                 | Belgio                                                                | Algarve Cup 2016                                                      | -                                                                     |                                                                       |
| 15-9-2016                                                             | Stara Pazova                                                          | Serbia                                                                | 1 – 3                                                                 | Belgio                                                                | Qual. Euro 2017                                                       | -                                                                     | 90’                                                                   |
| 20-9-2016                                                             | Lovanio                                                               | Belgio                                                                | 0 – 2                                                                 | Inghilterra                                                           | Qual. Euro 2017                                                       | -                                                                     | 76’                                                                   |
| 20-10-2016                                                            | Tubize                                                                | Belgio                                                                | 3 – 0                                                                 | Russia                                                                | Amichevole                                                            | -                                                                     |                                                                       |
| 23-10-2016                                                            | Tubize                                                                | Belgio                                                                | 3 – 1                                                                 | Russia                                                                | Amichevole                                                            | -                                                                     | 58’                                                                   |
| 24-11-2016                                                            | Lovanio                                                               | Belgio                                                                | 3 – 2                                                                 | Paesi Bassi                                                           | Amichevole                                                            | -                                                                     | 62’                                                                   |
| 28-11-2016                                                            | Tubize                                                                | Belgio                                                                | 1 – 3                                                                 | Danimarca                                                             | Amichevole                                                            | -                                                                     | 78’                                                                   |
| 19-1-2017                                                             | Clairefontaine-en-Yvelines                                            | Francia                                                               | 1 – 2                                                                 | Belgio                                                                | Amichevole                                                            | -                                                                     | squadre B                                                             |
| 3-3-2017                                                              | Larnaca                                                               | Italia                                                                | 1 – 4                                                                 | Belgio                                                                | Cyprus Cup 2017                                                       | 1                                                                     |                                                                       |
| 8-3-2017                                                              | Larnaca                                                               | Belgio                                                                | 1 – 1 (3 - 2 dtr)                                                     | Austria                                                               | Cyprus Cup 2017 - Finale 7º posto                                     | -                                                                     | 70’                                                                   |
| 11-4-2017                                                             | Lovanio                                                               | Belgio                                                                | 5 – 0                                                                 | Scozia                                                                | Amichevole                                                            | -                                                                     | 90’                                                                   |
| 13-6-2017                                                             | Lovanio                                                               | Belgio                                                                | 1 – 1                                                                 | Giappone                                                              | Amichevole                                                            | -                                                                     |                                                                       |
| 30-6-2017                                                             | Murcia                                                                | Spagna                                                                | 7 – 0                                                                 | Belgio                                                                | Amichevole                                                            | -                                                                     | 46’                                                                   |
| 11-7-2017                                                             | Denderleeuw                                                           | Belgio                                                                | 2 – 0                                                                 | Russia                                                                | Amichevole                                                            | -                                                                     | 46’                                                                   |
| Totale                                                                |                                                                       | Presenze                                                              | 19                                                                    |                                                                       | Reti                                                                  | 1                                                                     |                                                                       |

## Palmarès
- Coppa del Belgio: 2

Gent: 2016-2017, 2018-2019